# 遼朝侯爵列表
遼朝封爵分國王（二國）、國王（一國）、王、郡王、国公、開國郡公、開國縣公、開國侯（開國郡侯、開國縣侯）、開國伯（開國郡伯、開國縣伯）、開國子（開國郡子、開國縣子）、開國男（開國郡男、開國縣男）十一等十五種。其中，開國侯為第八等，食邑一般為一千戶以上，食實封一般為食邑的十分之一，一般以郡望或相應的縣名封之。
下表列出遼朝可考的侯爵。

## 開國郡侯

### 安定郡開國侯
- 梁颖，食邑一千戶，食實封一百戶

### 昌黎郡開國侯
- 韩瑜，食邑一千戶，食實封一百戶
- 韩橁，食邑一千五百戶，食實封一百五十戶

### 蘭陵郡開國侯
- 蕭某，食邑一千戶，食實封一百戶
- 萧德顺，食邑一千五百戶，食實封一百五十戶
- 萧永，食邑二千戶，食實封二百戶

### 瑯琊郡開國侯
- 王绍，食邑一千戶
- 王裕，食邑五百戶
- 王說，食邑一千戶
- 王澤，食邑二千戶，食實封二百戶
- 王纲，食邑一千六百戶，食實封一百六十戶

### 彭城郡開國侯
- 劉晟，食邑一千戶、食實封一百戶[2]

### 漆水郡開國侯
- 耶律遂正，食邑一千戶，食實封一百戶
- 耶律遂忠，食邑一千五百戶，食實封一百五十戶
- 耶律元佐，食邑一千五百戶，食實封四百戶
- 耶律庶幾，食邑一千五百戶，食實封一百五十戶

### 清河郡開國侯
- 张俭

### 上谷郡開國侯
- 耿崇美，食邑一千戶→食邑二千戶，食實封一百戶

### 天水郡開國侯
- 趙孝嚴，食邑一千五百戶，食實封一百五十戶

### 信都郡開國侯
- 冯从顺，食邑一千戶，食實封一百戶

### 潁川郡開國侯
- 陳顗，食邑三千戶，食實封三百戶[3][4]

## 開國縣侯

### 漆水縣開國侯
- 耶律佶，食邑一千戶，食實封一百戶

### 汧陽縣開國侯
- 秦德昌，食邑二千七百戶，食實封二百七十戶

### 太原縣開國侯
- 王鼎，食邑一千戶，食實封一百戶
- 王師儒，食邑一千戶[3][4]

## 開國侯（封號不詳）
- 赵延宁，食邑一千戶
- 韓德威
- 萧琳，食邑一千戶，食實封一百戶
- 耶律宗愿
- 邢希古
- 刘瓌
- 馬直溫[3][4]

## 侯（名号）
- 负义侯石重贵